# São Lourenço do Sul

Escudo de armas de São Lourenço do Sul

Bandera de São Lourenço do Sul

São Lourenço do Sul es un municipio brasileño del estado de Rio Grande do Sul. 
Se localiza a una latitud 31º21'55" Sur y a una longitud 51º58'42" Oeste, estando a una altitud de 19 metros. Su población estimada en 2004 era de 44 935 habitantes.
Posee un área de 2028,3 km².  Es un municipio que cuenta con las aguas del río Camacuã y de la albufera Lagoa dos Patos.
De colonización alemana, es una de las más bellas ciudades de la llamada Costa Dulce, Costa Doce en portugués, debido a las lagunas de agua dulce de la región. Aparte de la agricultura y de la pesca, posee fuerte vocación turística, apoyada por una buena infraestructuras de hoteles, posadas, cabañas y cámpines para los veranistas que vienen de diversas ciudades de Rio Grande do Sul y de Brasil.
- Datos: Q326349
- Multimedia: São Lourenço do Sul / Q326349